# 扎里娜·迪雅絲
扎里娜·迪雅絲（英語：Zarina Diyas，1993年10月18日—）是哈薩克职业网球女运动员，2009年轉職業。她的WTA生涯最高單打排名為第31（2015年1月12日）。

## 外部連結
- 扎里娜·迪雅絲的国际女子网球协会官方資料（英文）
- 扎里娜·迪雅絲的國際網球總會 職業／青少年 官方資料（英文）
- Fed Cup - Player profile - Zarina Diyas (KAZ) （页面存档备份，存于）